# Ro15-4513
Ro15-4513 – organiczny związek chemiczny z grupy benzodiazepin. Nie wykazuje właściwości anksjolitycznych, blokuje miejsce wiązania etanolu na receptorze GABA, cofając w ten sposób narkotyczne działanie alkoholu etylowego. Ze względu na liczne efekty uboczne i krótki okres półtrwania w organizmie nie został wprowadzony na rynek.